# Гоце Делчев (община)
Вижте пояснителната страница за други значения на Гоце Делчев.
Община Гоце Делчев се намира в Югозападна България и е една от съставните общини на област Благоевград.

## География

### Географско положение, граници, големина
Общината се намира в югоизточната част на област Благоевград и с площта си от 330,21 km2 заема 12-о място сред 14-те общини на областта, което съставлява 5,12% от територията на областта. Границите ѝ са следните:
- на север – община Банско;
- на изток – община Гърмен;
- на юг – община Хаджидимово;
- на запад – община Сандански.

### Релеф, води
Релефът на общината е предимно планински. Почти 80% се заема от източните склонове на Пирин: югоизточните склонове на Северен Пирин (връх Ченгелчал – 2709 m); източните склонове на Среден Пирин (връх Орелек – 2099 m); североизточните склонове на Южен Пирин (връх Свещник – 1975 m). Източната и югоизточната част на общината се заема от Гоцеделчевската котловина, като тук в поречието на река Места е най-ниската ѝ точка – 481 m н.в. В тай-североизточната част на общината (част от землищата на селата Буково и Господинци) се простират част от югозападните склонове на Западнородопския рид Дъбраш (връх Острец 1356 m).
В източната част, от север на юг, преминава около 26 km от течението на река Места със своите притоци: Каменица (л), Костена река (л), Колевица (д), Бялата река (д), Осиковска река (д), Брезнишка река (Туфча, л), Сушица (д) и Тупувишка река (д). Около 12 km от реката попадат в долната (южна) част на пролома Момина клисура, а останалите 14 km реката протича през Гоцеделчевската котловина.

## Население

### Етнически състав (2011)
Численост и дял на етническите групи според преброяването на населението през 2011 г.:
|                     | Численост | Дял (в %) |
| Общо                | 31 236    | 100.00    |
| Българи             | 20 424    | 65.39     |
| Турци               | 6 820     | 21.83     |
| Цигани              | 318       | 1.02      |
| Други               | 263       | 0.84      |
| Не се самоопределят | 315       | 1.01      |
| Неотговорили        | 3 096     | 9.91      |

### Населени места
Общината има 12 населени места (1 град и 11 села) с общо население 29 383 жители към 7 септември 2021 г.
| Населено място | Население (2021 г.) | Площ на землището km2 | Забележка (Старо име)    | Населено място | Население (2021 г.) | Площ на землището km2 | Забележка (Старо име)                    |
| -------------- | ------------------- | --------------------- | ------------------------ | -------------- | ------------------- | --------------------- | ---------------------------------------- |
| Баничан        | 517                 | 13,100                |                          | Делчево        | 34                  | -                     | Юч дурак, в з-щето на с. Попови ливади   |
| Борово         | 1054                | 10,348                | Чам чифлик, Горно Борово | Добротино      | 15                  | -                     | Даг чифлик, в з-щето на с. Попови ливади |
| Брезница       | 3394                | 81,815                |                          | Корница        | 1552                | 63,584                |                                          |
| Буково         | 921                 | 16,593                |                          | Лъжница        | 1603                | 25,966                |                                          |
| Господинци     | 443                 | 13,353                | Циропол                  | Мосомище       | 1962                | 32,861                | Мусомища                                 |
| Гоце Делчев    | 17888               | 21,652                | Неврокоп                 | Попови ливади  | -                   | 50,938                |                                          |
|                |                     |                       |                          | ОБЩО           | 29383               | 330,210               | 2 населени места без землища             |

### Вероизповедания
Численост и дял на населението по вероизповедание според преброяването на населението през 2011 г.:
|                     | Численост | Дял (в %) |
| Общо                | 31236     | 100.00    |
| Православие         | 17104     | 54.76     |
| Католицизъм         | 31        | 0.10      |
| Протестантство      | 102       | 0.33      |
| Ислям               | 8258      | 26.44     |
| Друго               | 24        | 0.08      |
| Нямат               | 137       | 0.44      |
| Не се самоопределят | 584       | 1.87      |
| Непоказано          | 4996      | 15.99     |

## Административно-териториални промени
- МЗ № 2820/Обн. 14.08.1934 г. – преименува с. Боржоза на с. Драгостин;

преименува с. Циропол на с. Господинци;
преименува с. Юч дурак на с. Делчево;
преименува с. Даг чифлик на с. Добротино;
- МЗ № 1689/Обн. 27.09.1937 г. – преименува с. Чам чифлик на с. Борово;
- МЗ № 168/Обн. 22 януари 1943 г. – преименува с. Борово на с. Горно Борово;
- края на 1944 г. – възстановено старото име на с. Горно Борово на с. Борово без административен акт;
- Указ № 360/Обн. 02.08.1950 г. – преименува гр. Неврокоп на гр. Гоце Делчев;
- Реш. МС № 136/Обн. 11.03.2008 г. – заличава селата Драгостин и Средна;
- Указ № 104/Обн. 12.06.2015 г. – създава ново населено място с. Попови ливади;
- Указ № 379/Обн. 13.12.2016 г. – преименува с. Мусомища на с. Мосомище.

## Транспорт
През общината преминават частично 4 пътя от Републиканската пътна мрежа на България с обща дължина 43,6 km:
- участък от 22,4 km на Републикански път II-19 (от km 69,2 до km 91,6);
- началния участък от Републикански път III-197 – 2,1 km;
- началния участък на Републикански път III-198 – 17,6 km;
- началния участък на Републикански път III-1905 – 1,5 km.

## Топографска карта
- Лист от карта K-34-84. Мащаб: 1 : 100 000.
- Лист от карта K-34-96. Мащаб: 1 : 100 000.